# 音声コード
音声コード（おんせいコード）は、日本で開発された高密度の二次元記号である。デジタル化された文字情報がコード内に含まれているため、コードを元に音声を出力することが出来る。音声化する機械に活字文書読み上げ装置がある。音声コードを読み取らせることで音声を出力する。
活字文書読み上げ装置は、視覚障害者向けの「日常生活用具給付事業」の対象機器である。

## 概要
音声コードには、「SPコード」（株式会社廣済堂の商標）と日本福祉サービス株式会社使用の二次元コードがある。どちらのコードも活字文書読み上げ装置で読み取れる。
2003年8月に日本視覚障がい情報普及支援協会の溝口偦（さとし）により特許出願された。また、2004年には記号のデザインを変更し、アメリカ合衆国にて特許を申請、後に認可された。
2007年現在、音声コードは自治体の文書、病院の処方箋、金融機関、企業の情報文書などに採用されはじめており、全国に広がっている。